# Teljespénz-rendszer
A teljespénz egy biztonságos és törvényes fizetőeszköz elméleti modellje. 
Az elmélet szerint ezt a pénzt egy állami szerv bocsátanék ki, pl. Európában a nemzeti központi bankok a saját valutaövezetükben, az euróövezetben az Európai Központi Bank (EKB). A teljespénz magában foglalja a készpénzt (érmék, bankjegyek) és a központi banki bankszámlapénzt, az úgynevezett tartalékot, amely azonban csak a bankok között forog. Ezzel szemben a kereskedelmi bankoknál vezetett magánszemély-számlákon levő számlapénz nem teljespénz, hanem csak egy erre irányuló követelés.
Egy teljespénz-rendszerben bármiféle pénzteremtés kizárólag a központi bank joga lenne, különösképp teljespénz-számla formájában az általános pénzforgalmi elszámolások lebonyolításához, valamint digitális blockchain-alapú jegybankpénz formájában, amely nem hagyományos számlákhoz kötött és a készpénz modern változata.
A hitelintézetek általi pénzteremtés nem lenne megengedve. Vannak azonban olyan elképzelések is, melyekben továbbra is fennállna a mai magánszámla-pénz a teljespénz fokozatos bevezetése mellett.

## Története
Irving Fisher amerikai közgazdász az 1929-es világgazdasági válságot elemezte, és annak fő okaként a bankok általi túlzott pénzteremtést nevezte meg. Ez a pénzteremtés még a válságot megelőző gazdasági fellendülés alatt történt. Ennek elkerülésére jelentette meg Fisher az úgynevezett 100% pénz ötletét. E megközelítés szerint a bankok csak a Központi Banki számlapénz szerint adhatnak hiteleket. A Nobel-díjas Milton Friedman is meg volt győződve e gondolattól, hogy az állam a bankoknak megtiltsa a hitelkiadás módján történő pénzteremtést. Egy pénzügyi intézmény csak úgy adhatna ki új hiteleket, ha ugyanolyan mértékben rendelkezik készpénzzel. Rolf Gocht német közgazdász, aki a Deutsche Bundesbanknak is igazgatósági tagja, 1975-ben egy új pénzrendszert javasolt, melyben a kereskedelmi bankok általi pénzteremtést megakadályozná. Fisherrel és Friedmannal ellentétben Gocht egy olyan rendszert dolgozott ki, amelyben bármiféle fizetőeszközt csak egy központi jegybank hozhatna forgalomba. Ezt a rendszert fejlesztette tovább Joseph Huber professzor a hallei Martin-Luther-Egyetemen.
Richard A. Werner, aki az dél-angliai Southampton Egyetemen a nemzetközi bankrendszer professzora, hasonló javaslatokat fejlesztett ki egy válságtűrőbb monetáris rendszerre. Ő azt is megállapította, hogy a kereskedelmi bankok spekulatív célú hitelezései minden esetben jelentősen megnőnek egy válság előtt. 
Vizsgálatai szerint a felhasznált pénzeszközök alapján meghatározható az, hogy a hitelezési láz eltúlzott-e vagy pedig spekulatív-e. Ha a hitelek főleg nem-produktív célokat szolgálnak, egy elfajzásról van szó. Ezért kívánja Werner, hogy az illetékes központi jegybank döntse el az összhitel nagyságát és azt is, mire fordítsák az újonnan kiadott eszközöket.
Ezen javaslatokban közös az, hogy a kereskedelmi bankok általi pénzteremtést a központi jegybank részben vagy teljesen megszüntetné.

## A teljespénz-rendszer felépítése
Miután az adott valutaövezet illetékes jegybankja a gazdaságának igényeit kielégítő mennyiségben teljespénzt bocsát ki, a kereskedelmi bankok a gazdasági tevékenységeket finanszírozzák hitelekkel, értékpapírokkal vagy tőkerészesedéssel. A bankok is nyújtanak szolgáltatásokat, mint például a valutaváltás, a fizetésfeldolgozás, valamint a vagyonkezelés. Azonban a folyószámlákon levő teljespénz a bankok mérlegén kívül jelenik meg. Nem keletkezik újan és nem is létezik ügyféli követelésként illetve banki kötelezettségként. A fizetésforgalom nem banki kötelezettségeket jelképez, hanem a likvid eszközök tényleges folyamát. A bankok csak puszta közvetítők (hitel brókerek) lesznek.

### A bankbetétek
A biztos és kamatmentes betétek folyószámlákon vannak a kereskedelmi bankoknál, melyek ezeket megbízottként kezelik. Abban az esetben, ha egy bank fizetésképtelenné válik, az ügyfelek pénze nem veszélyeztetett, mivel a megfelelő egyenleg a központi jegybanknál megvan. Alternatív megoldásként a bank ügyfelei egy meghatározott kamatért pénzt adhatnak át egy megtakarítási számlára. Ezt a pénzt használhatja a bank hitelek kiadására. Ebben az esetben a másik fél is kockázatot visel.

### Hitelezés
A kereskedelmi bankok úgy adhatnak hitelt, ha a pénzt a központi banktól kölcsönzik, vagy azt a ügyfeleik megtakarítási számláiról veszik, vagy pedig a tőkepiacon szerzik. Minden bank függetlenül dönti el, hogy kinek milyen feltételekkel nyújt hiteleket. Ez kizárólag a bank saját kockázata. Ha egy hitelintézet bajba kerül, az könnyebben feldolgozható. A bankok mérlegén kívüli folyószámlák illetve a fizetésforgalom fenntartása révén a rendszer meg tud birkózni egy hitelintézet kiesésével is.

### A pénzkínálat ellenőrzése
Ebben a rendszerben a jegybank ellenőrzi a teljes pénzkínálatot. Annak érdekében, hogy a gazdasági ingadozásokat kompenzálják, anti-ciklikus beavatkozás is lehetséges. Ahhoz, hogy egy gazdasági növekedés lehetséges legyen, további pénz kerül a gazdaságba, vagy úgy, hogy minden lakosnak adnak vagy pedig a jegybank által a kereskedelmi bankoknak kiadott hitelekkel.

## A rendszer átállása
Az átalakítás egy kötelező tartalékképzési rendszerről egy teljespénz-rendszerre úgy történhet meg, hogy a számlákon meglévő pénzt teljespénzre váltják a központi jegybank felé tartozásként. Itt a kereskedelmi bankok eddigi ügyfélkötelezettségeiket jegybank-irányú kötelezettségekké alakítják át és a mérlegeikben már nem jelennek meg. A kereskedelmi bankok eddigi ügyfélkapcsolataikat megbízottként viszik tovább. 
A már kihelyezett hitelek folyamatban lévő törlesztéseit a rendszer átállása után azokat a központi jegybank felé irányítják át, minek következtében az összpénzmennyiség csökken. Így a korábbi pénzkínálat csökkenthető, illetve teljespénzzel újonnan pótolható. Ezt a cserét az állam adósságainak csökkentésére is lehet használni.

## Más rendszerektől való különbség
Egy átfogóan megvalósított teljespénz-rendszer abban különbözik a tartalék- rendszerektől, hogy mind a termelő és mind a pénzügyi gazdaságban már csak teljespénz kering, egy virtuális folyószámlapénz helyett, amely egy kötelező tartalékképzési Rendszer esetében csak minimálisan fedezett a jegybank által. Így megszüntethető a különbség a banki pénz valamint a tartalékok között. Csak jegybank teljespénze létezik, mely az összes gazdasági szereplő (beleértve a hitelintézeteket is) között alapvetően ugyanúgy forog, bár a különböző használati formák megmaradnak (készpénz, számlapénz, digitális pénz).

## Gyakorlati megvalósítás
- Svájcban a Monetáris modernizáció egyesülete egy népi kezdeményezéssel (Teljespénz-Kezdeményezés)[14] egy alkotmányos módosítást tervez elérni, hogy a jövőben már csak a Svájci Nemzeti Bank biztosíthassa a gazdaság számára szükséges pénzt (készpénz és folyószámlapénz). A kezdeményezést 2015 december 1-én sikeresen benyújtották.[15] Ezt követően, a Parlament és a Szövetségi Tanács foglalkozik majd a Kezdeményezéssel, hogy egy ajánlással (elfogadás vagy elutasítás) a svájci állampolgárok szavazzanak.[16]

- Miután az izlandi bankrendszer 2008-ban a pénzügyi válság után kis híján összeomlott, az izlandi kormány 2015 áprilisa óta Frosti Sigurjónsson képviselő javaslatára a teljespénz bevezetését vizsgálja.[17][18]

## Fordítás
Ez a szócikk részben vagy egészben  a   Vollgeld-System című német Wikipédia-szócikk ezen változatának fordításán alapul.  Az eredeti cikk szerkesztőit annak laptörténete sorolja fel. Ez a jelzés csupán a megfogalmazás eredetét és a szerzői jogokat jelzi, nem szolgál a cikkben szereplő információk forrásmegjelöléseként.